# NGC 6684
NGC 6684 је спирална галаксија у сазвежђу Паун која се налази на NGC листи објеката дубоког неба.
Деклинација објекта је - 65° 10' 22" а ректасцензија 18h 48m 57,4s. Привидна величина (магнитуда) објекта NGC 6684 износи 10,3 а фотографска магнитуда 11,3. Налази се на удаљености од 12,945 милиона парсека од Сунца. NGC 6684 је још познат и под ознакама ESO 104-16, AM 1843-651, Theta Pav 5' n, PGC 62453.